# Thomas Hindman

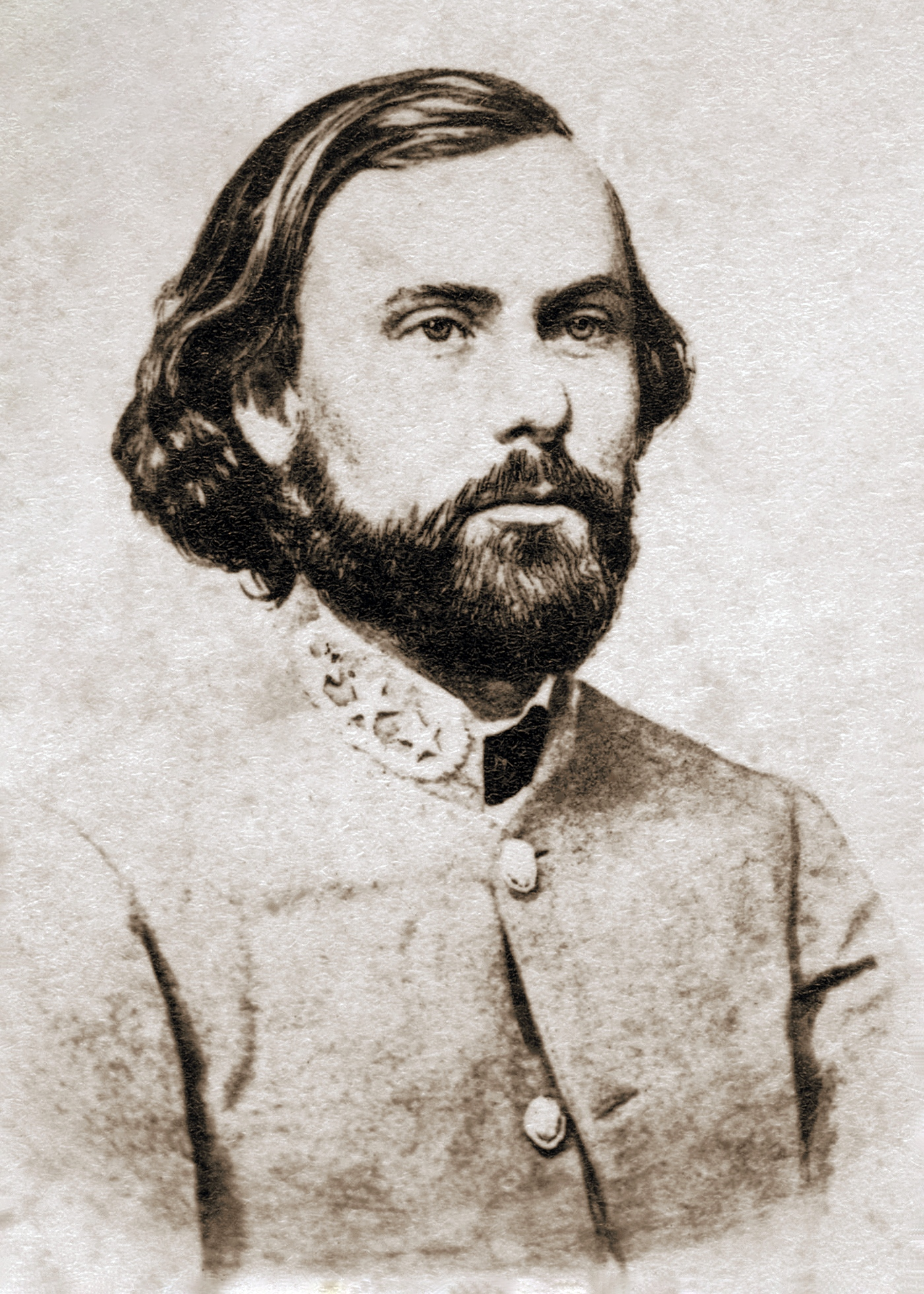
Thomas Carmichael Hindman

Thomas Carmichael Hindman (ur. 28 stycznia 1828 w Knoxville, zm. 27 września 1868 w Helenie) – amerykański prawnik i polityk, generał major Armii Konfederacji.

## Życiorys
Jego ojciec był plantatorem i agentem ds. Indian w Tennessee. Uczęszczał do lokalnych szkół, później podjął studia w Classical Institute w Lawrenceville w New Jersey. W wieku 17 lat wstąpił do ochotniczej piechoty Missisipi zorganizowanej w celu walki podczas wojny z Meksykiem. Pod koniec wojny miał stopień porucznika. Po wojnie został prawnikiem, później wstąpił do Partii Demokratycznej, w 1854 został członkiem stanowej Izby Reprezentantów Missisipi. Był znany z porywczego i wojowniczego charakteru; toczył walki i pojedynki w obronie własnego honoru. W 1856 przeniósł się do Heleny w Arkansas, gdzie otworzył własne biuro prawnicze. Podczas wyborów z 1856 brał aktywny udział w kampanii kandydatów Demokratów, w 1858 został wybrany do Izby Reprezentantów, w 1860 uzyskał reelekcję. Założył własną gazetę, „Old Line Democrat” w Little Rock. 
Po wybuchu wojny secesyjnej pomagał organizować pułk piechoty Arkansas i zabezpieczał go jako pułkownik, we wrześniu 1861 otrzymał stopień brygadiera i objął dowództwo brygady Armii Missisipi. 6-7 kwietnia 1862 walczył w bitwie pod Shiloh przegranej przez Konfederatów; uszedł wówczas z pola bitwy lekko ranny po tym, gdy pocisk artyleryjski trafił jego konia. Tydzień po bitwie otrzymał stopień generała majora, a w maju 1862 objął dowodzenie Departamentu Trans-Missisipi, nowo utworzonego okręgu wojskowego. Otrzymał zadanie powstrzymania gen. Samuela Curtisa i obrony Arkansas. Wprowadził stan wojenny, brutalnie rekrutował mężczyzn do wojska Konfederacji i nakazał spalić całą bawełnę zagrożoną zdobyciem przez wroga. Mimo że udało mu się powstrzymać Curtisa, jego działania spotkały się z silnym sprzeciwem cywilów oraz dwóch jego oficerów, Alberta Pike'a i Douglasa Coopera; wszyscy stanowczo skarżyli się władzom Konfederacji, że Hindman postąpił nielegalnie. Konfederacki rząd w Richmond uległ naciskom i zastąpił go Theophilusem Holmesem jako nowym dowódcą Dystryktu Trans-Missisipi, mimo to Hindman pozostał odpowiedzialny za Dystrykt Arkansas i utrzymał aktywne dowodzenie siłami zbrojnymi stanu. 
7 grudnia 1862 dowodził wojskiem Konfederacji w przegranej bitwie pod Prairie Grove. Później powrócił do Little Rock, po czym został usunięty ze stanowiska dowódcy Dystryktu Arkansas. W lipcu 1863 został dowódcą dywizji w Army of Tennessee at Chattanooga, 18-20 września 1863 wziął udział w wygranej przez Konfederatów bitwie nad Chickamaugą, a 27 czerwca 1864 w zwycięskiej bitwie pod Kennesaw Mountain, w której został ranny i częściowo oślepiony. Po wojnie przeniósł się do Meksyku, skąd wrócił do Heleny w 1867. Został zastrzelony przez okno własnego domu przez nieznanego sprawcę. Świadkami zajścia były jego dzieci. Hindman zmarł nad ranem. Zdążył jeszcze wygłosić pożegnalną mowę. Został pochowany na Maple Hill Cemetery w miejscowości Helena w Arkansas.